# Bulowice

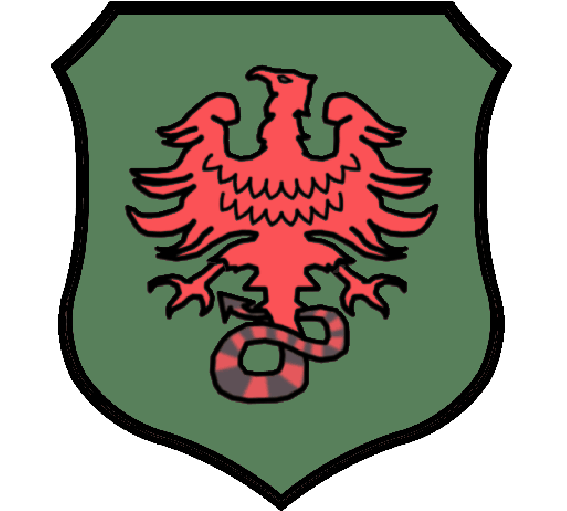
herb Bulowic

Bulowice – wieś sołecka o układzie łańcuchowym, położona wzdłuż drogi krajowej nr  biegnącej z Bielska-Białej w kierunku Krakowa, w województwie małopolskim, w powiecie oświęcimskim, w gminie Kęty. 
Znajduje się na obszarze Pogórza Śląskiego, u podnóży Beskidu Małego, w dolinie potoku Bulówka. Sołectwo Bulowice zajmuje 18,55 km² powierzchni.

## Części wsi
Integralne części wsi Bulowice:
przysiółkiChybiny, Mały Czaniec, Nideckie Podlasie, Olszyny, Polana
części wsiDolny Gościniec, Gościniec Górny, Gościniec Środkowy, Morga Druga, Morga Pierwsza, Stara Droga, Stara Droga Dolna, Stara Droga Górna

## Historia
Bulowice założone zostały w 2. połowie XIV wieku. Od tego okresu wymieniane były w księgach Diecezji Krakowskiej, w rejestrach miejscowości opłacających podatek kościelny, tzw. świętopietrze. Pierwszy oficjalny dokument w którym wymieniane są Bulowice pochodzi z roku 1377 i spisany został przez księcia oświęcimskiego Jana. Dotyczy wymiany poddanych pomiędzy księciem a kościołem parafialnym w Spytkowicach oraz przywileju połowy ryb dla tego kościoła, i podpisany jest Rachnowsky de Bulyvycz.
Prof. Paweł Zięba przypuszcza, że Bulowice lokowane były właśnie w 2. połowie XIV wieku jako wieś na prawie niemieckim, zakładana na tzw. surowym korzeniu.
Według legendy nazwa wsi pochodzi od założyciela, Bolka z rodu Bolewiców. Inna legenda opowiada o św. Wojciechu, który miał zatrzymać się w Bulowicach w swojej drodze na Prusy w 997 roku. Według podania święty pobłogosławił wieś, co stało się w miejscu w którym stoi dziś kościół pod jego wezwaniem.
19 stycznia 1445 w pobliżu Bulowic wytyczono granicę pomiędzy księstwami zatorskim i oświęcimskim. W dokumencie sprzedaży księstwa oświęcimskiego Koronie Polskiej przez Jana IV oświęcimskiego wystawionym 21 lutego 1457 miejscowość wymieniona została jako Bulowicze. W tym okresie właścicielami wsi była rodzina Bulowskich, w dokumentach króla Kazimierza Jagiellończyka wymieniany jest Piotr z Bulowic. O Piotrze, dziedzicu wsi Bulowice wspomina też Jan Długosz w dziele Liber beneficiorum dioecesis Cracoviensis. Samą wieś wymienia jako Bulowicze, villa sub parochia de ecclesiae de Czancza sita, czyli jako filię parafii w Czańcu. Oznacza to, że w tym czasie najpewniej nie zbudowano jeszcze w Bulowicach kościoła. Musiały być wówczas niewielką wsią, gdyż Księgi sądowe oświęcimskie i zatorskie informują, że w roku 1468 pobrano czynsz od pięciu bulowickich kmieci. W Księdze dochodów diecezji krakowskiej z roku 1529 zapisano, że w Bulowicach pobierano „stołowe” (podatek) od 15 kmieci. W połowie XVI wieku we wsi mieszkało już około 150 osób, działały dwa młyny wodne.
12 sierpnia 1683 roku zatrzymały się w Bulowicach wojska króla Jana III Sobieskiego, podążające na odsiecz Wiedniowi. Przez krótki czas przebywała tu jazda konna dowodzona przez hetmana polnego koronnego Mikołaja Sieniawskiego oraz prawdopodobnie sam król, który zatrzymał się w Bulowicach na posiłek. Ksiądz Michał Król wspominał: „bogobojnego króla poddani Wieprzowscy, chcieli uczcić rybami, bo to w piątek przypadł odpoczynek w Bulowicach”. Na pamiątkę tego zdarzenia w górnej części Bulowic ustawiono krzyż i posadzono cztery lipy.
Kroniki z pierwszej połowy XVIII wieku wspominają o rozbójnikach, napadających mieszkańców wsi i podróżnych. W styczniu 1723 roku za rabunek młynarza z Bulowic ścięty został rozbójnik Teofil Talik z Ciśca. Kronika parafii bulowickiej wspomina o przywódczyni zbójników Maronce, mającej swoją siedzibę w jaskini koło Inwałdu: „[Panna] Maronka dowódczyni strasznych zbójców w lasach, napadnięta przez wojsko z Lanckorony w karczmie bulowskiej blisko granicy andrychowskiej, otruła się i pogrzebana jest na granicy między Bulowicami i Roczynami”.
Rok 1772 przyniósł I rozbiór Polski, na mocy którego Bulowice wraz z okolicznymi terenami włączono do Królestwa Galicji i Lodomerii, obejmującego zabór austriacki. W Metryce Józefińskiej, austriackim spisie własności nowego terytorium, zanotowano, że w Bulowicach w roku 1789 znajdowało się 234 domy wraz z terenami rolniczymi. Spis ludności wsi podaje, że w Bulowicach w roku 1772 mieszkało 582 katolików i 15 Żydów. Gmina Bulowice otrzymała wówczas własną pieczęć i godło, przedstawiające orła o zakręconym, smoczym ogonie. Symbol ten używany był już od początków XVIII wieku.
W kwietniu 1814 roku spłonął stary drewniany kościół pod wezwaniem św. Wojciecha. Trzy lata później wzniesiono nowy, co było okazją do założenia osobnej parafii w Bulowicach i odłączenia Bulowic od parafii kęckiej. Z powodu włączenia okolic Kęt do monarchii austro-węgierskiej droga biegnąca przez Bulowice stała się jednym z głównych traktów komunikacyjnych Galicji, tzw. Drogą Cesarską. Z tego powodu wieś była świadkiem licznych przemarszów wojsk w czasie wojen napoleońskich. Tędy maszerowała armia rosyjska w roku 1805 na pomoc Austrii, po czym wracała, pobita pod Austerlitz. Rozpoczęło to okres niepokoju i klęsk dla tej okolicy, gdyż armie wracające z wojen przyczyniały się do roznoszenia chorób, w tym cholery i tyfus, na które w 1 połowie XIX wieku zmarło w Bulowicach kilkaset osób. Na te epidemie nałożyła się klęska nieurodzaju i zaraza ziemniaczana w latach 1844–1846. Wszystko to spowodowało zmniejszenie liczby mieszkańców wsi o 20%. Dla uniknięcia dalszej epidemii zmarłych grzebano poza terenem wsi, na Kwaśniakowej Górce. Wielu mieszkańców Bulowic zmuszonych było do wyjazdów przez Słowację na Węgry, niekiedy na całe miesiące, w poszukiwaniu żywności, jak również do emigracji.
W 2. połowie XIX wieku Bulowice odbudowywały się po trudnych latach. Według spisu ludności z roku 1890 we wsi mieszkało 2489 osób, w tym 2425 katolików, 64 Żydów i 3 ewangelików. Około 1850 roku w bulowickim dworze zamieszkał Edmund Larisch herbu Laryssa, który wkrótce wybudował tu neogotycki pałac w stylu angielskim. Pałac ten był prezentem dla jego żony, Jessey Mapeltoft-Paterson, wzorowanym na jej rodzinnej posiadłości, zamku Huntly Castle w Szkocji.
Początek XX wieku przyniósł wsi dalszy rozwój. Staraniem ówczesnego proboszcza, ks. Macieja Warmuza, założono w Bulowicach ochotniczą straż pożarną oraz otwarto przystanek kolejowy, otworzono również kółko rolnicze, sklep i dom kultury. Wieś nie ucierpiała zbytnio w wyniku wybuchu I wojny światowej, wojska rosyjskie nacierające na Austro-Węgry nie dotarły poza Kraków. W styczniu 1915 roku dotarła do Kęt I Brygada Legionów pod dowództwem Józefa Piłsudskiego. Jeden z pułków piechoty do końca lutego stacjonował w Bulowicach. Zakończenie wojny było czasem niepokoju – szerzyły się rabunki i przestępczość, miały miejsce napaści na Żydów.
Po odzyskaniu przez Polskę niepodległości mieszkańcy powrócili do zajęć rozwijanych przed wojną – funkcjonowały założone przez ks. Warmuza instytucje społeczne i kulturalne, działała szkoła podstawowa i dom kultury oraz przedszkole i sierociniec prowadzony przez siostry zmartwychwstanki. Mieszkańcy zajmowali się rolnictwem i handlem z przemysłowymi rejonami Śląska.
W 1936 r. w Bulowicach powstał też dom braci albertynów, w którym otwarto nowicjat.
Po wybuchu II wojny światowej w pałacu mieszczony został sztab grupy operacyjnej „Bielsko”, pod dowództwem gen. Boruty-Spiechowicza. Niemcy wkroczyli do wsi 3 września 1939 roku. Rozpoczęły się masowe wysiedlenia i wywózki do Niemiec, a do domów wysiedlonych osób sprowadzano niemieckich osadników, tzw. bauerów. Przedstawicieli inteligencji, w tym Edmunda Larischa i Kazimierza Karoliniego, nauczyciela miejscowej szkoły, oraz bulowickich Żydów wywieziono do obozów koncentracyjnych.
Bulowice zostały wyzwolone pod koniec stycznia 1945 roku. Wkrótce powróciły rodziny wywiezione do prac przymusowych. Po wojnie majątek dworu został rozparcelowany na cele reformy rolnej, natomiast w samym pałacu umieszczono sanatorium, a następnie ośrodek leczenia odwykowego. W 1946 r. w odrestaurowanym budynku braci albertynów powstał prowadzony przez nich Zakład dla Bezdomnych Mężczyzn. W 1950 r. zakład na mocy umowy użyczenia został przejęty przez Zrzeszenie Katolików Caritas, które najpierw przekształciło go w Domu Opieki dla Dorosłych, a następnie w Zakład dla Umysłowo Upośledzonych. Liczby pensjonariuszy sięgała 90 osób.
W latach 1954–1972 wieś należała i była siedzibą władz gromady Bulowice. W latach 1975–1998 Bulowice administracyjnie należały do województwa bielskiego.
Kolejny wzrost aktywności społecznej i gospodarczej w Bulowicach nastąpił po upadku komunizmu w roku 1989. Powstało wiele przedsiębiorstw prywatnych, w tym zakłady produkcyjne, działa zajazd i motel. We wsi istnieje szkoła podstawowa i gimnazjum oraz przedszkole, działa klub sportowy „Bulowice”. Wiele instytucji kulturalnych takich jak dom kultury czy biblioteka publiczna działa w pobliskich Kętach. W 1990 r. bracia albertyni na mocy umowy z władzami województwa bielskiego przekształcili swoją placówkę w Dom Pomocy Społecznej dla przewlekle psychicznie chorych mężczyzn. W obiekcie dokonali szeregu adaptacji i unowocześnień. Pod koniec 2008 roku bulowicki pałac został opuszczony przez zakład leczenia, co daje nadzieje na odzyskanie zabytku przez rodzinę Larischów i konieczny remont, a następnie częściowe udostępnienie zwiedzającym tego cennego obiektu.

## Zabytki
Obiekty wpisane do rejestru zabytków nieruchomych województwa małopolskiego.
- Kościół parafialny pw. św. Wojciecha, zbudowany w roku 1827;
- pałac, park.
Neogotycki pałac rodziny Larischów z 1882 roku. Budowla w stylu angielskim, zachowana razem z założeniem parkowym.

### Inne zabytki
- cmentarz choleryczny[9].

## Kultura i edukacja
- Szkoła Podstawowa i Gimnazjum im. Tadeusza Kościuszki;
- Ludowy Klub Sportowy „Bulowice”;
- Parafia Świętego Wojciecha;
- Orkiestra dęta przy OSP Bulowice.

## Transport
- Droga krajowa 52 Bielsko-Biała – Głogoczów
- Autobusy PKS, połączenia m.in. z Bielskiem-Białą, Krakowem i Cieszynem
- w Bulowicach zatrzymują się pociągi na trasie Bielsko-Biała – Wadowice (linia kolejowa nr 117)

## Religia
Na terenie wsi działalność duszpasterską prowadzi Kościół Rzymskokatolicki (parafia św. Wojciecha BM).

## Wieś dzisiaj
W 2018 w Bulowicach nakręcono horror Wilkołak. Dzieło otrzymało ocenę 6,1/10 na portalu Filmweb.
W 2023 do kin trafił film Kos, którego fragmenty kręcono w Zamku Bulowickim.

## Osoby związane z miejscowością
- Józefa Hałacińska (1867-1946) – Służebnica Boża, założycielka i pierwsza przełożona Zgromadzenia Sióstr Męki Pana Naszego Jezusa Chrystusa[11]
- Józef Ćwiertnia (1936-2022) – reżyser i scenarzysta filmów animowanych
- Klemens Matusiak (1881–1969) – działacz narodowy

## Legenda
Na terenie wsi znana jest legenda o jeleniach. Według niej, w latach 50 XX wieku, nastąpiły aż 3 tragiczne wypadki z udziałem dzieci i jeleni. Wszystkie z nich zginęły śmiercią poprzez przebicie porożem. Jednym z domniemanych dowodów na prawdziwość tej historii są niepodpisane groby na cmentarzu katolickim w Bulowicach. Nie znaleziono jednak innych poszlak, przez co dużo osób nie wierzy w tę historię. Do dziś we wsi podchodzi się do jeleni ze szczególną ostrożnością.